# Ammophila laticeps
Ammophila laticeps es una especie de avispa del género Ammophila, familia Sphecidae.

## Taxonomía
Fue descrito por primera vez en 1928 por Arnold.